# Бёкё
Бёкё (якут. Бөкө) — село в Мегино-Кангаласском улусе Якутии России. Административный центр Догдонгинского наслега.

## География
Село находится в центральной части региона на Центрально-Якутской равнине, в зоне тайги и подзоне среднетаёжных лесов, на берегу озера Беке, на автодороге республиканского значения «Мюрю», на расстоянии 78 км от посёлка городского типа Нижний Бестях, административного центра улуса.

### Климат
В населённом пункте, как и во всем районе, климат резко континентальный, с продолжительным зимним и коротким летним периодами. Зимой погода ясная, с низкими температурами. Устойчивые холода зимой формируются под действием Сибирского антициклона. Средняя температура января −41…-42 °С, июля +17…+18 °С. Осадков выпадает 200—255 мм в год.

## История
Согласно Закону Республики Саха (Якутия) от 30 ноября 2004 года N 173-З N 353-III село возглавило образованное муниципальное образование Догдонгинский наслег.

## Население
| 2002 | 2010 | 2021 |
| ---- | ---- | ---- |
| 352  | ↗361 | ↘301 |

### Национальный состав
Согласно результатам переписи 2002 года, в национальной структуре населения якуты составляли 100 % из 352 чел.

## Улицы
| - ул. Лесная, - ул. Манчаары, - ул. Мира, | - ул. Молодёжная, - ул. Новая, - ул. Октябрьская, | - пер. Октябрьский, - ул. Советская, - ул. Юбилейная. |

## Экономика
Животноводство (мясо-молочное скотоводство, мясное табунное коневодство).

## Инфраструктура
В селе функционируют дом культуры, неполная средняя общеобразовательная школа, учреждения здравоохранения и торговли.